# فرودگاه شهرستان یونیون (اوهایو)
فرودگاه شهرستان یونیون (اوهایو) (به انگلیسی: Union County Airport (Ohio))  یک فرودگاه همگانی   است که یک باند فرود آسفالت دارد و طول باند آن ۱۲۸۶ متر است. این فرودگاه در  کشور ایالات متحده آمریکا قرار دارد و در ارتفاع ۳۱۱ متری از سطح دریا واقع شده است.